# Parc national de Kirindy Mitea
 (juillet 2010).
Si vous disposez d'ouvrages ou d'articles de référence ou si vous connaissez des sites web de qualité traitant du thème abordé ici, merci de compléter l'article en donnant les références utiles à sa vérifiabilité et en les liant à la section « Notes et références ».
Le parc national de Kirindy Mitea est un parc national de Madagascar créé en 1997.

## Présentation
Le parc national de Kirindy Mitea représente un centre reconnu d'endémisme local et de diversité, liés à la présence des biotopes du Sud et de l'Ouest de Madagascar.
Il possède de nombreux attraits, de par la réunion de nombreux écosystèmes, tous remarquables, et possédant chacun une faune et une flore particulièrement riches.
Le parc a été créé le 18 décembre 1997 par le décret no 97 1453 et sa gestion a été confiée à l’ANGAP (Association nationale pour la gestion des aires protégées) en novembre 2000.
Il est compris dans le district de Morondava et se situe à 90 km au sud de cette ville, entre la rivière de Maharivo et celle de Lampaolo, sur le bord du canal de Mozambique.
Le Parc National de Kirindy Mitea couvre une superficie de 72 200 ha.
Selon le classement des AP pour les mesures de conservation existantes, elle est classée dans la stratégie A dans le plan GRAP (niveau de menace supérieur, biodiversité exceptionnelle).

## Climat
- La région présente deux saisons climatiques nettement tranchées :
  - la saison des pluies, de novembre à avril
  - la saison sèche, de mai à octobre.

Le Parc est situé dans une zone de transition entre le tropical sec et le sub-aride du Sud.
- Hydrologie :

Surtout marquée par la présence des lacs Sirave et Ambondro, sis dans la forêt de Mitea.
Le Parc est bordé par le Canal du Mozambique et parcouru de façon intermittente par la rivière Kirindy, à fort débit en saison des pluies.

## Relief et paysages
- Relief :

Le relief du Parc est très plat, avec un point culminant à 181 mètres.
- Paysages :

Le parc est caractérisé par une multitude d’écosystèmes qui sont représentatifs de divers habitats et d’espèces de la région de l’Ouest et Sud-Ouest de l’île. 
Elle est la seule AP à Madagascar présentant une transition entre l’écosystème de l’Ouest et l’écorégion du Sud ainsi qu’une particularité par sa localisation avec une alliance terre-mer.
1. la forêt primaire sèche
Cette forêt primaire sèche de l'Ouest malgache est formée par une couverture de type forêt dense sèche semi-caducifoliée (l’un des écosystèmes malgaches les plus menacés) ainsi qu'une zone de transition entre le climat sec et le climat sub-aride du Sud (fourré xérophile épineux).
2. les savanes, à l’Est et au Sud
3. les mangroves
Kirindy Mitea est l’un des sites malgaches où s’épanouit cet écosystème si particulier que sont les mangroves. Ces dernières y sont encore peu menacées et ne semblent pas victimes de surexploitation. Leur faune et leur flore spécifiques sont riches. Parmi les animaux, on peut citer de nombreuses espèces de poissons, de crustacés et autres mollusques, des échassiers (notamment des aigrettes), des chauves-souris. Quant à la végétation, elle comprend 7 des 8 espèces de palétuviers rencontrées sur la Grande Ile, ainsi que d’autres plantes adaptées à cet écosystème si particulier et étonnant.
Après le coucher du soleil, on peut admirer sur les palétuviers le coucher des aigrettes blanches, qui éclairent la nuit de leur présence. Le spectacle est vraiment splendide.
4. la forêt ripicole, le long des rivières non permanentes
5. les tannes
6. les lacs Ambondro et Sirave
De nombreux oiseaux aquatiques vivent sur leurs bords. Ces deux lacs sont « fady » (tabou), donc la population les respectent.
7. les baies et les plages
8. les dunes côtières
9. les îlots

## Protections
Les lacs Ambondro et Sirave contenus dans le parcs sont reconnus sites Ramsar depuis le 2 février 2015.
Le parc est également reconnu réserve de biosphère par l'Unesco depuis 2016.

## Spécificités faunistiques

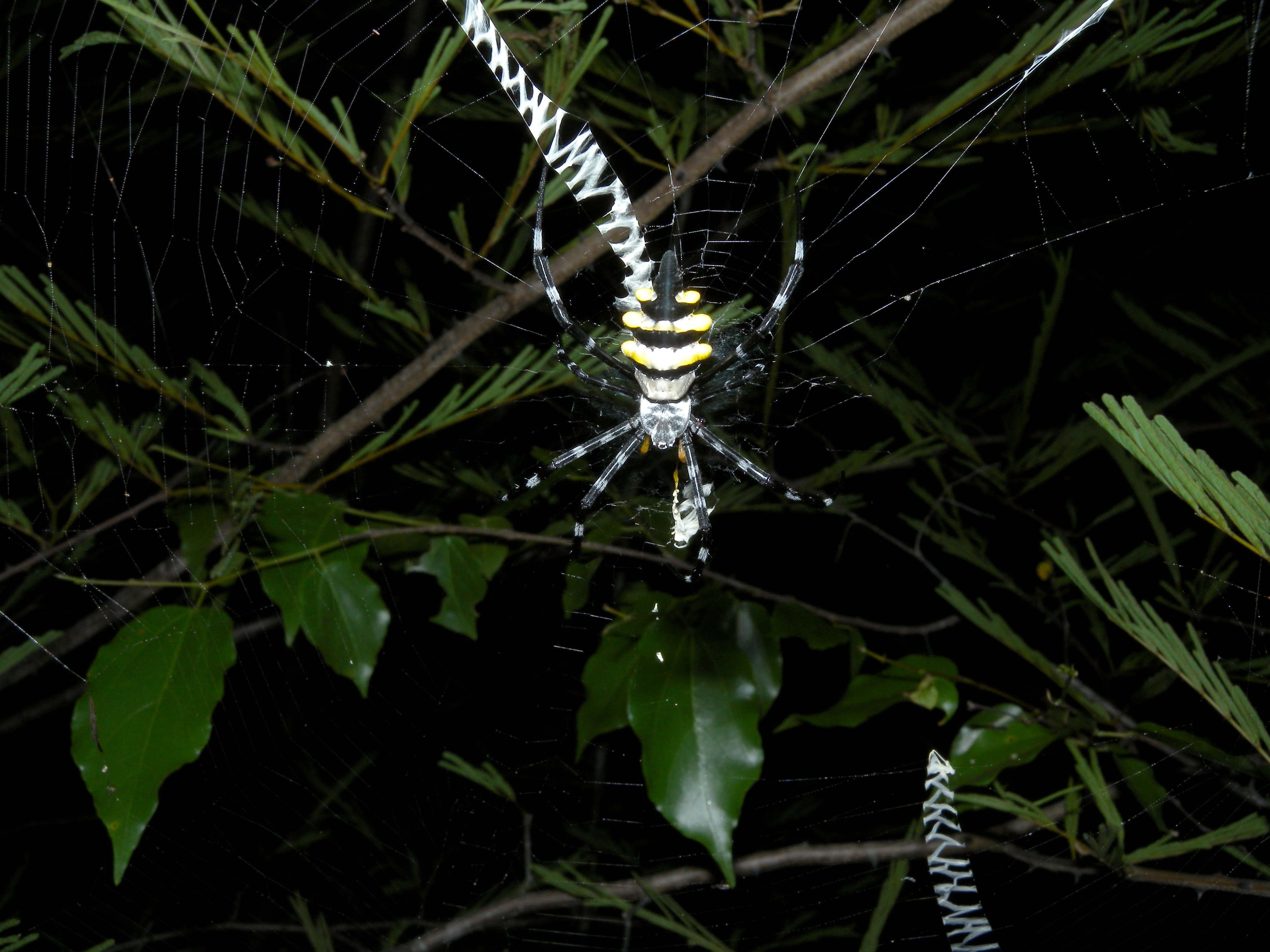
Une araignée Argiope coquereli dans le parc en 2010.

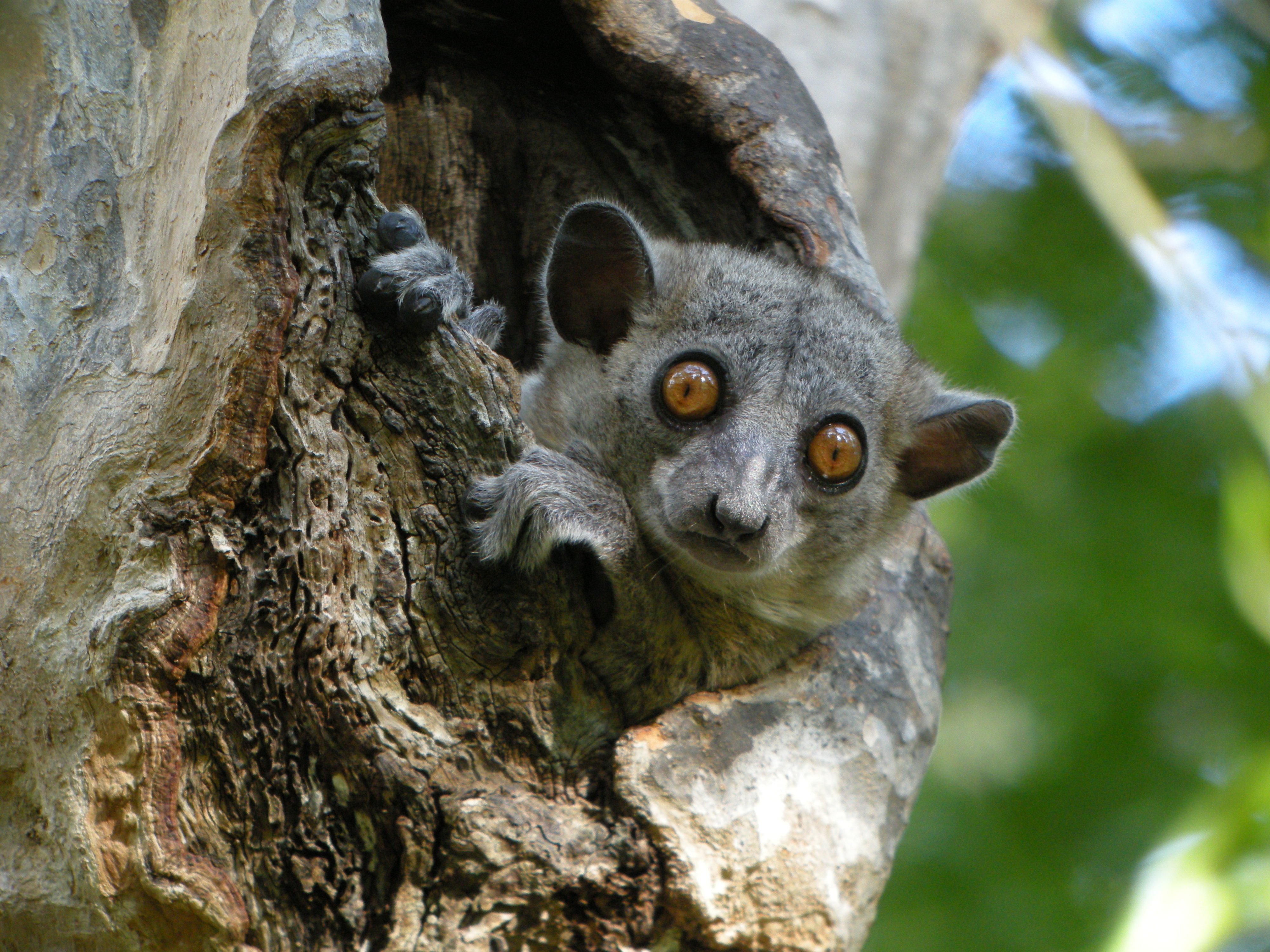
Red-tailed Sportive Lemur, Kirindy, Madagascar

Le Parc National de Kirindy Mitea se démarque par son taux d’endémisme très élevé (plus de 80 %) chez tous les groupes d’animaux et la richesse de son avifaune, dont près du quart des espèces totales d’oiseaux présents à Madagascar.
| FAMILLE                  | NOMBRE |
| ------------------------ | ------ |
| Mammifères               | 17     |
| - Famille Cheirogaleidae | 02     |
| - Famille Cricetidae     | 01     |
| - Famille Herpestidae    | 01     |
| - Famille Hipposideridae | 01     |
| - Famille Indridae       | 01     |
| - Famille Lemuridae      | 02     |
| - Famille Lepidemuridae  | 01     |
| - Famille Molossidae     | 01     |
| - Famille Pteropididae   | 02     |
| - Famille Soricidae      | 01     |
| - Famille Suidae         | 01     |
| - Famille Tenrecidae     | 02     |
| - Famille Eupleridae     | 01     |
| Oiseaux                  | 48     |
| Reptiles                 | 23     |
| Amphibiens               | 01     |

Dans la classe des Mammifères, la faune de Kirindy Mitea est représentée par 17 espèces, dont 6 espèces de Lémuriens. Le taux d’endémisme frôle les 100 %.
1. Famille Cheirogaleidae (espèces nocturnes) :

- Microcèbe de Coquerel (Mirza coquereli)

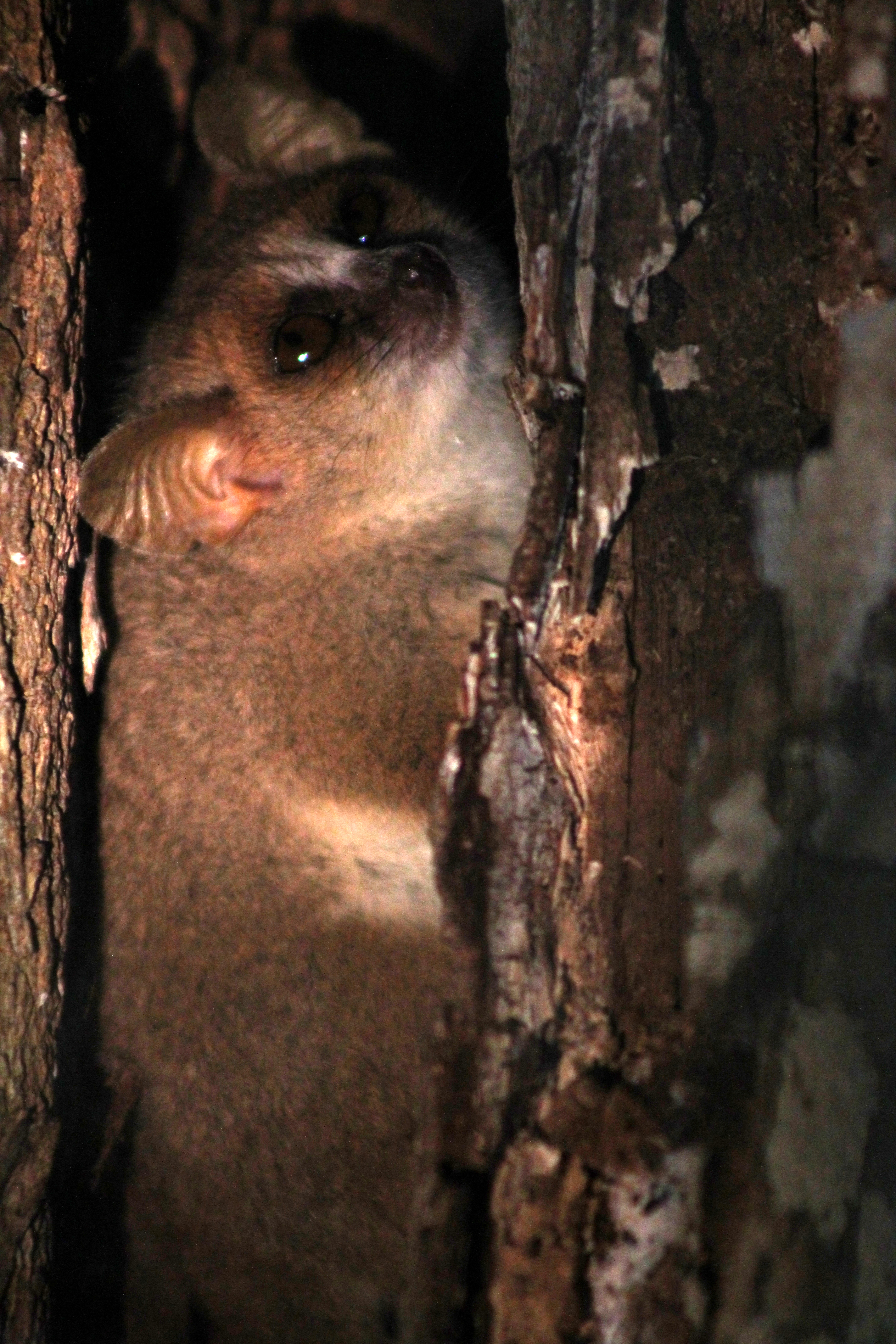
Microcebus Murinus dans la forêt de Kirindy

- Petit microcèbe (Microcebus murinus)

2. Famille Cricetidae

- (Eliurus sp.)

3. Famille Herpestidae

- Mangouste à dix raies (Mungotictis decemlineata) représenté par 2 sous-espèces M. d. decemlineata et M. d. lineata, endémiques à la région du Menabe

4. Famille Hipposideridae

- (Hipposideros commersoni commersoni)

5. Famille Indridae

- Propithèque de Verreaux (Propithecus verreauxi verreauxi)

6. Famille Lemuridae

- (Eulemur fulvus rufus)

- Maki catta (Lemur catta)

7. Famille Lepilemuridae

- Lépilémur à queue rousse (Lepilemur ruficaudatus)

8. Famille Molossidae

- (Tadarida leucostigma)

9. Famille Pteropodidae

- Roussette malgache couleur paille (Eidolon dupreanum)

- Renard volant malgache (Pteropus rufus)

10. Famille Soricidae

- (Suncus madagascariensis)

11. Famille Suidae

- Potamochère à pinceaux (Potamochoerus larvatus)

12. Famille Tenrecidae

- Tenrec commun (Tenrec ecaudatus)

13. Famille Eupleridae 

- Fossa (Cryptoprocta ferox)

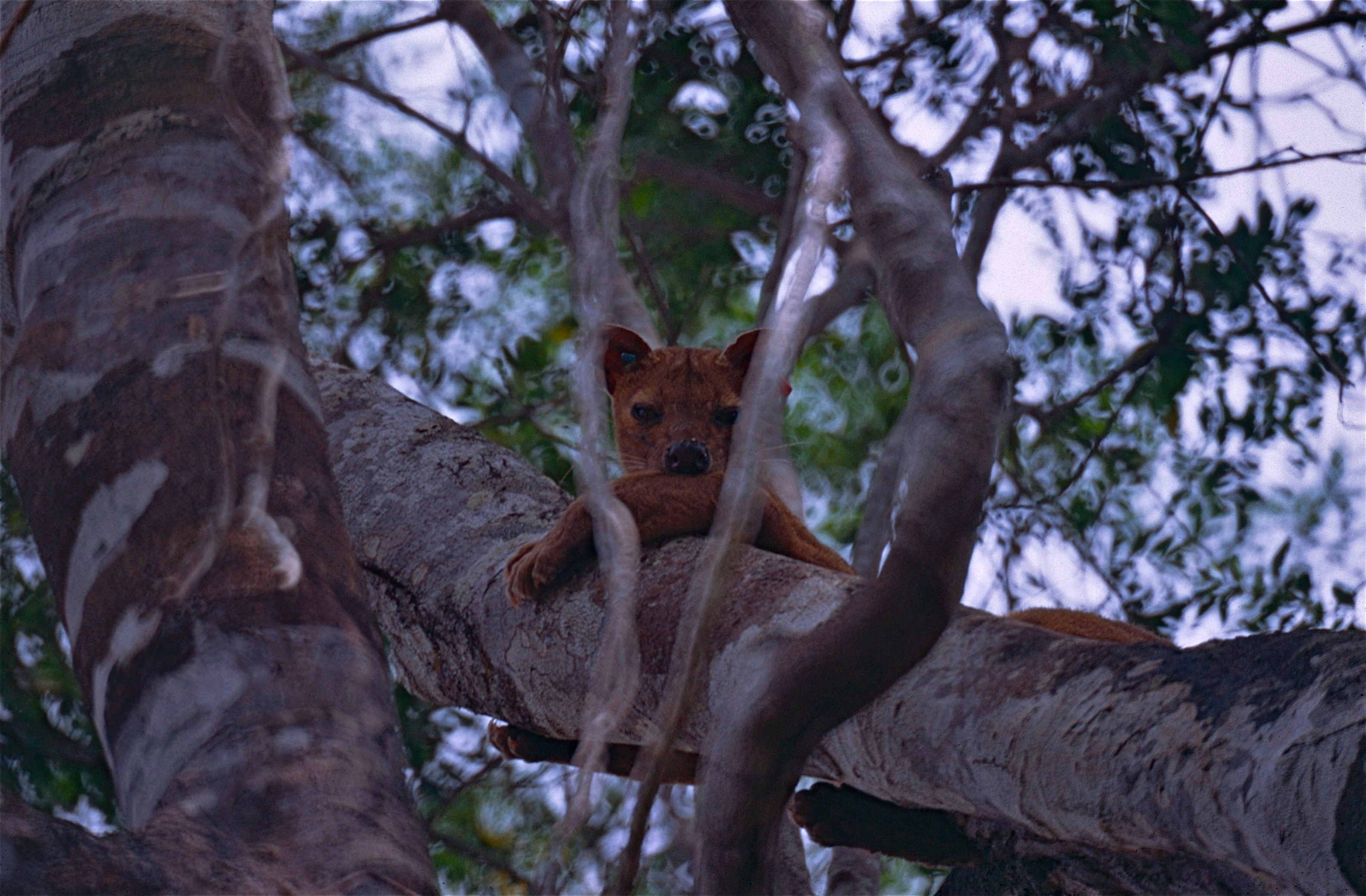
Fossa (Cryptoprocta ferox), Kirindy forest

L’Avifaune est représentée par 48 espèces dont 34 endémiques. De nombreux oiseaux aquatiques sont notamment présents sur les bords des lacs Ambondro et Sirave.
- Aigrette dimorphe (Egretta dimorpha)

- Artamie azurée (Cyanolanius madagascarinus)

- Bergeronnette malgache (Motacilla flaviventris)

- Bulbul de Madagascar (Hypsipetes madagascariensis)

- Buse de Madagascar (Buteo brachypterus)

- Colombar maïtsou (Treron australis)

- Corbeau pie (Corvus albus)

- Coua coureur (Coua cursor)

- Coua de Coquerel (Coua coquereli)

- Coua géant (Coua gigas)

- Coua huppé (Coua cristata)

- Coucal toulou (Centropus toulou)

- Coucou de Madagascar (Cuculus rochii)

- Courol (Leptosomus discolor)

- Crécerelle malgache (Falco newtoni)

- Dromaeocerque brun (Dromaeocercus brunneus)

- Drome ardéole (Dromas ardeola)

- Drongo malgache (Dicrurus forficatus)

- Engoulevent malgache (Caprimulgus madagascariensis)

- Épervier de France (Accipiter francesii)

- Falculie mantelée (Falculea palliata)

- Foudi de forêt (Foudia omissa)

- Ganga masqué (Pterocles personatus)

- Glaréole malgache (Glareola ocularis)

- Gobe-mouche de Paradis de Madagascar ou Tchitrec malgache (Terpsiphone mutata)

- Grande aigrette (Casmerodius albus)

- Guêpier de Madagascar (Merops superciliosus)

- Gymnogène de Madagascar (Polyboroides radiatus)
- Héron pourpré (Ardea purpurea)

- Huppe fasciée (Upupa epops)

- Ibis huppé de Madagascar (Lophotibis cristata)

- Inséparable à tête grise (Agapornis cana)

- Martin-pêcheur malachite (Corythornis vintsioides)

- Milan noir (Milvus migrans)

- Newtonie commune (Newtonia brunneicauda)

- Perroquet noir (Coracopsis nigra)

- Perroquet vaza (Coracopsis vasa)

- Petit-duc malgache (Otus rutilus)

- Petite Éroesse (Neomixis tenella)

- Pigeon de Madagascar (Columba picturata)

- Pintade de Numidie (Numida meleagris)

- Rolle violet (Eurystomus glaucurus)

- Shama de Madagascar (Copsychus albospecularis)

- Souimanga angaladian (Nectarinia notata)

- Tarier pâtre / Traquet pâtre (Saxicola torquata)

- Tisserin sakalave (Ploceus sakalava)

- Tourterelle masquée (Oena capensis)

- Turnix de Madagascar (Turnix nigricollis)

- Vanga écorcheur (Vanga curvirostris)

Les Reptiles sont abondants dans le Parc, où on a recensé 23 espèces 100 % endémiques à Madagascar :
Lézards

- Chalarodon madagascariensis

- Furcifer oustaletii

- Geckolepis typica

- Mimophis mahafaliensis

- Oplurus cyclurus

- Phelsuma mutabilis

- Phelsuma strandigni

- Tracheloptychus madagascariensis

- Zonosaurus karsteni

- Zonosaurus oronatus

Serpents

- Dromicodryas vernieri

- Dromicodryas quadrilineatus

- Leioheterdon modestus

- Liophidium torquatus

- Lycodryas cf (Guentheri)

Tortues

- Caretta caretta

- Chelonia mydas

- Dermochelys madagascariensis

- Erymnochelys madagascariensis

- Hemicactilus mercartornius

- Lepidochelys olivacea

- Mabuya dumerci

- Mabuya elegans

Les Amphibiens sont très peu représentés dans le Parc. Seule une espèce[Laquelle ?] endémique a été répertoriée, mais d’autres existent probablement.
Les Poissons abondent dans la mangrove. 50 espèces au moins ont été répertoriées. Une curiosité de cet écosystème y est présente : le périophtalme (Periophtalmus lesson), poisson qui grimpe aux arbres et qui doit son nom à ses yeux surdimensionnés. 
Les lacs ont également des eaux poissonneuses, mais aucun inventaire n’a été réalisé. Les eaux regorgent également de crustacés et mollusques (crabes, crevettes...).
Les Papillons sont représentés par de nombreuses espèces de toutes les couleurs, petits et grands, et les autres insectes sont innombrables.

## Spécificités floristiques

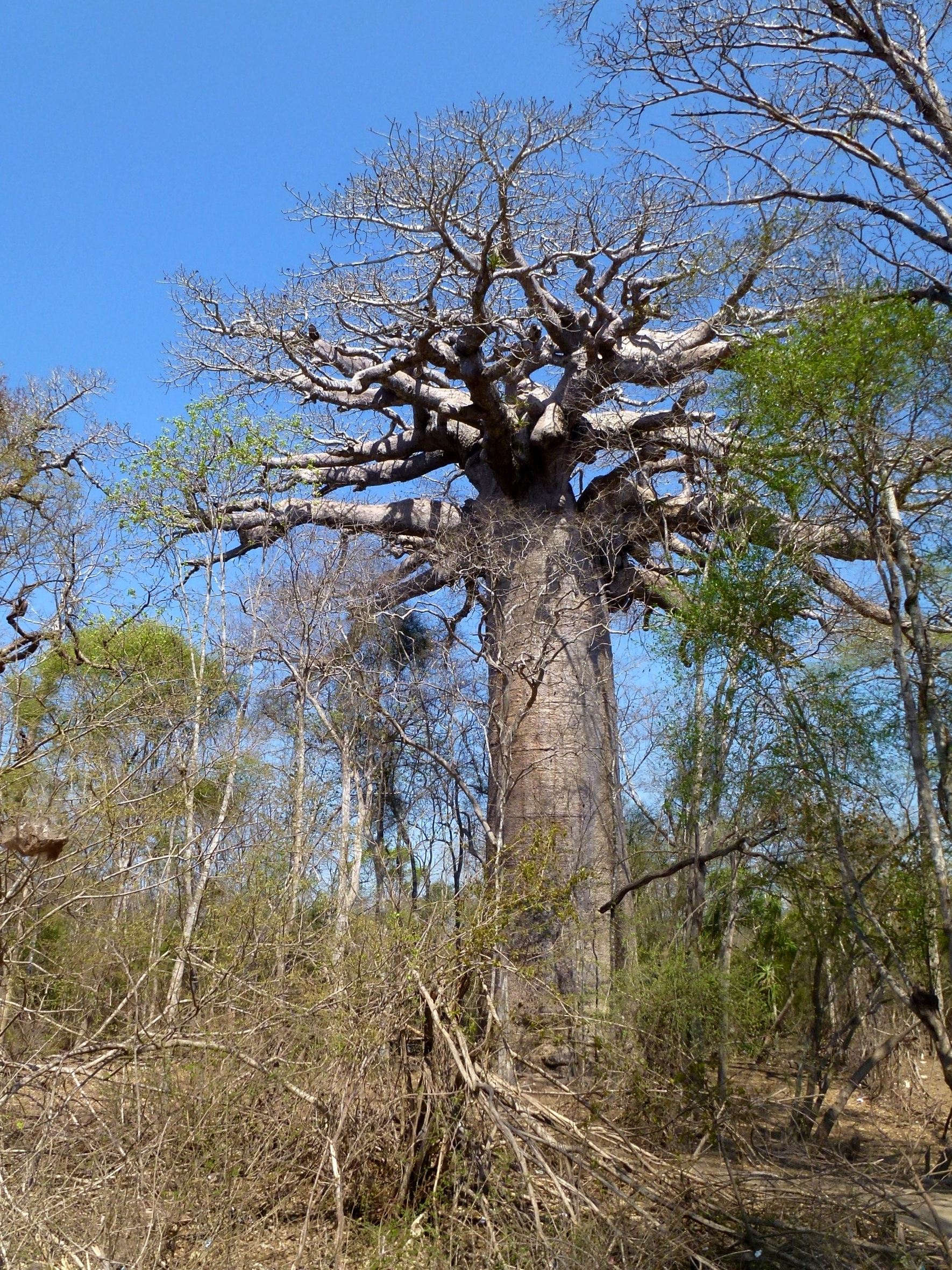
Baobab dans la forêt de Kirindy

La flore du parc national de Kirindy Mitea n’a été étudiée que très partiellement et de nombreuses espèces sont encore non identifiées. Un inventaire floristique a néanmoins permis de recenser 182 espèces ligneuses.
Parmi les espèces remarquables, on peut citer :
- 98 % des espèces de la famille des Bombacaceae, constitués par trois espèces de Baobab (Adansonia grandidieri, Adansonia rubrostipa ou fony et Adansonia za) ;
- Les palissandres, utilisés en particulier pour la fabrication de meubles, et très représentés (5 espèces) ;

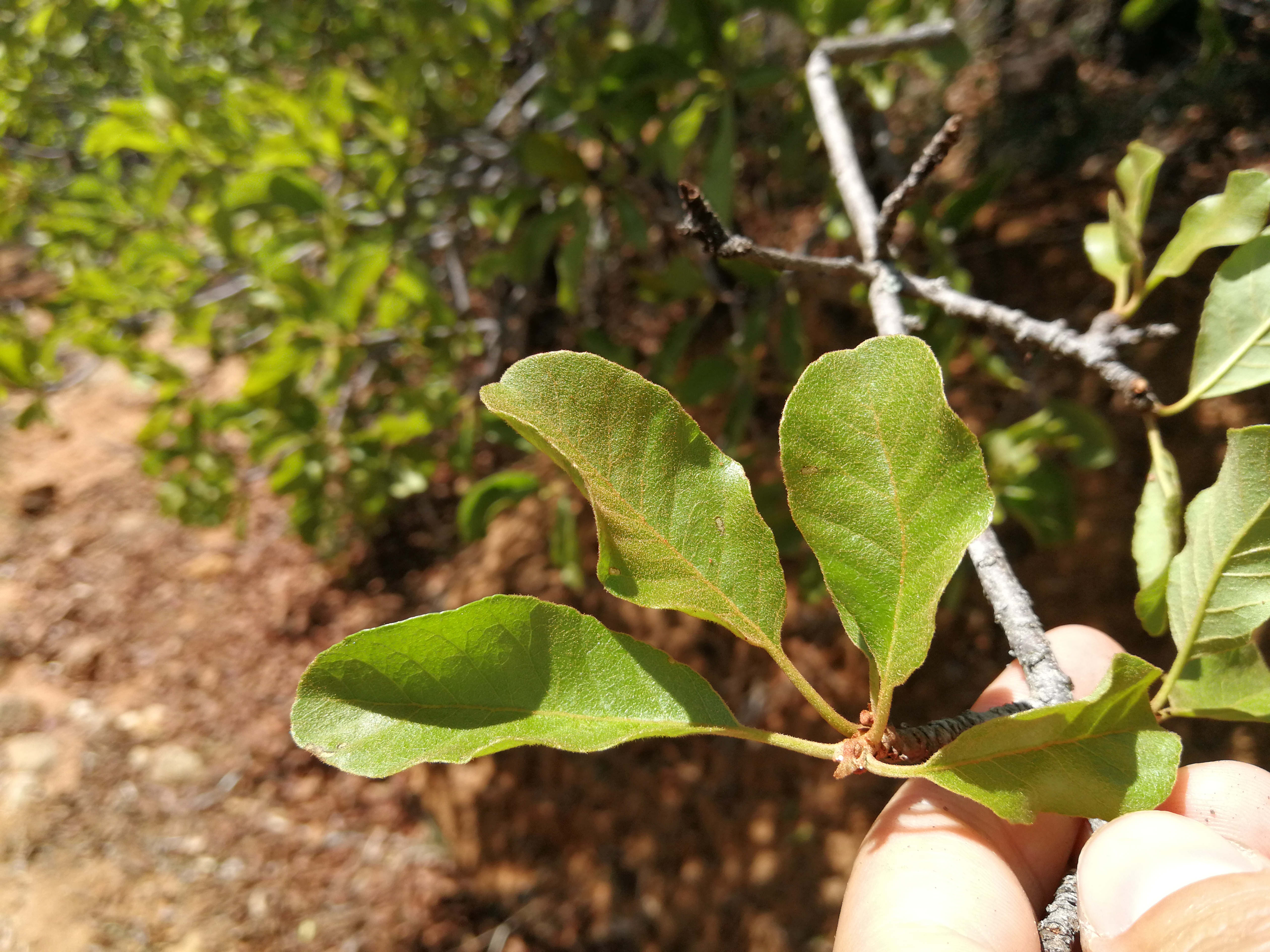
Capurodendron

- Capurodendron Le Capurodendron (Nato), utilisé pour la construction des boutres pour lesquels est réputé le village de Belo sur Mer, ainsi que pour la fabrication des cercueils de l’ethnie Sakalava ;
- Le Givotia madagascariensis (Farafatsy, exploité pour la construction des pirogues) et le Hazomalania voyroni qui sont parmi les espèces rares et menacées dans la région ;
- Les palétuviers, ces curieux arbres munis de racines-échasses et/ou de pneumatophores, inféodés à la mangrove. 7 des 8 espèces présentes à Madagascar y sont représentées.
- De nombreuses plantes médicinales.

D’autres très nombreuses espèces de plantes à fleurs rendent les paysages multicolores.